# Ella Greenslade
Ella Greenslade (* 8. April 1997 in Wellington) ist eine neuseeländische Ruderin. Sie war Weltmeisterin 2019 und Olympiazweite 2020. 

## Karriere
Ella Greenslade begann 2012 auf dem College in Christchurch mit dem Rudersport. Bei den Junioren-Weltmeisterschaften 2015 erreichte sie mit dem Vierer ohne Steuerfrau den dritten Platz. 2016 belegte sie mit dem Achter den vierten Platz bei den U23-Weltmeisterschaften, 2017 war sie Neunte mit dem Vierer ohne Steuerfrau. 2018 ruderte sie erstmals im Ruder-Weltcup und belegte mit dem Achter den zweiten Platz in Linz-Ottensheim und siegte in Luzern. Bei den Weltmeisterschaften in Plowdiw ruderten die Neuseeländerinnen auf den siebten Platz. Im Jahr darauf belegten sie beim Weltcup in Posen den vierten Platz und siegten in Rotterdam. In Linz-Ottensheim bei den Weltmeisterschaften 2019 gewannen die Neuseeländerinnen vor den Australierinnen und dem Boot aus den Vereinigten Staaten. Bei den Olympischen Spielen in Tokio gewann der neuseeländische Achter die Silbermedaille mit 0,91 Sekunden Rückstand auf die Kanadierinnen.
Ella Greenslade hat an der University of Otago in Kunstgeschichte graduiert.